# Shakedown Street (música)
"Shakedown Street" é uma música da Grateful Dead. Foi escrita pelo letrista Robert Hunter e composta pelo guitarrista Jerry Garcia. Foi lançada como faixa-título do álbum Shakedown Street em novembro de 1978. A música foi apresentada pela primeira vez ao vivo em 31 de agosto de 1978 no Red Rocks Amphitheatre, em Morrison, Colorado. A música "From the Heart of Me" também foi tocada pela primeira vez durante a apresentação. Ele descreve as razões da deterioração urbana no centro da cidade. O álbum para o qual a música é a faixa-título alcançou a posição 41 na Billboard Top 200 em 1979.
O termo "Shakedown Street" foi posteriormente usado coloquialmente para descrever a área fora dos shows da Grateful Dead, onde os vendedores vendiam seus produtos.

## Produção
"Shakedown Street" foi produzido por Lowell George. A música foi gravada e mixada no estúdio da banda, Club Le Front, em São Rafael, Califórnia. A gravação ocorreu ao longo de 31 de julho de 1978 e 18 de agosto de 1978. "Shakedown Street" é encontrado no álbum original da banda, Shakedown Street (1978), bem como nas gravações individuais em Shakedown Street/France (1979) e Alabama Getaway/Shakedown Street (1981).
Os músicos incluem:
- Jerry Garcia — guitarra, voz
- Donna Godchaux — vocais
- Keith Godchaux — teclado
- Mickey Hart — bateria, percussão
- Robert Hunter — letra
- Bill Kreutzmann — bateria, percussão
- Phil Lesh — baixo, voz
- Bob Weir — guitarra, voz

## Reconhecimento e recepção crítica
O álbum Shakedown Street recebeu críticas pesadas por ser instável e mal produzido. Gary Terch, da Rolling Stone, disse que "parece um beco sem saída artístico" e "A tonalidade da discoteca neste último apenas contribui para a catástrofe". Outro fator que contribuiu fortemente para a má organização do álbum foi que o primeiro produtor Lowell George estava na época sob pressão com sua banda Little Feat. No entanto, apesar das dúvidas dos críticos quanto à capacidade de Lowell, o membro da banda Bill Kreutzmann afirmou em uma entrevista:
Lowell era realmente mais um membro da banda. Se estivéssemos trabalhando em uma música e ele não achava que estava dando certo, ele simplesmente pegava um violão e entrava no estúdio e nos mostrava como se sentia. Essa era uma das maneiras de se comunicar, e funcionou muito bem. Eu tinha um tremendo respeito por ele.
Apesar das críticas gerais do álbum, a música "Shakedown Street" acabaria por ter seu próprio sucesso. "Shakedown Street" foi uma das três músicas compostas por Jerry Garcia e Robert Hunter no álbum a ser adicionado ao livro de músicas ao vivo da banda, e de vez em quando era a música de abertura da banda. Quando tocada ao vivo, a banda tendia a estender o final da música com bloqueios instrumentais.
Em 1979, "Shakedown Street", junto com o resto do álbum, atingiu um pico de 41 nas 200 primeiras paradas da Billboard; como um single autônomo, a música falhou no ranking.
Em 2013, a música foi apresentada no episódio "Homerland", dos Simpsons.

## Vendas de Shakedown Street
Após o sucesso da música, muitos seguidores da Grateful Dead, ou Deadheads, usaram o nome para as áreas de venda fora dos shows da Grateful Dead durante os anos 80 e 90. Essas áreas de vendas eram um local para comprar mercadorias, alimentos e itens frequentemente ilícitos.
Nos anos mais recentes, o festival de música e artes Bonnaroo usou o termo para descrever a longa faixa de vendas do show.